# 鸡爪簕
鸡爪簕（学名：[Oxyceros sinensis] 错误：{{Lang}}：文本有斜体标记（帮助））为茜草科鸡爪簕属下的一个种。其种加词“sinensis”意为“中华的”。
现接受名为簕茜（Benkara sinensis (Lour.) Ridsdale, 2008）。